# Moord in de kathedraal
Moord in de kathedraal is een hoorspel naar het toneelstuk Murder in the Cathedral (1935) van Thomas Stearns Eliot. In het kader van de Internationale Radioweek 1965 werd het door de KRO uitgezonden op zondag 14 november 1965. De bewerking was van Jan Starink, de regisseur was Willem Tollenaar. Het hoorspel duurde 66 minuten.

## Rolbezetting
- André van den Heuvel (Thomas Becket, aartsbisschop van Kantelberg)
- Paul van der Lek (eerste priester)
- Frans Somers (tweede priester)
- Carol Linssen (eerste verleider & eerste ridder)
- Jacques Commandeur (tweede verleider & tweede ridder)
- Frits Butzelaar (derde verleider & derde ridder)
- Henk van Ulsen (vierde verleider & vierde ridder)
- Fé Sciarone, Greet Groot & Peronne Hosang (het koor van vrouwen van Kantelberg)

## Inhoud
In 1163 begon een twist tussen de Britse koning Hendrik II en Thomas Becket, de man die hij het jaar voordien tot aartsbisschop van Canterbury had doen benoemen en van wie hij verwachtte dat hij hem zou helpen bij de verwezenlijking van zijn doelstellingen ten aanzien van de verhouding tussen kerk en staat. Becket ontpopte zich echter tot een onbuigzame verdediger van de meest extreme kerkelijke standpunten. Hij vluchtte naar Frankrijk om steun te zoeken bij de katholieken aldaar. Nadat hij officieel (maar niet persoonlijk) verzoend was met de koning, keerde Becket in 1170 terug naar Engeland. Tijdens zijn gebed in de kathedraal van Canterbury werd hij evenwel vermoord door vier van Henry's ridders. Drie jaar later, werd hij heilig verklaard en sindsdien bleven pelgrims - waaronder ook Hendrik - zijn graf bezoeken.